# Donal Ryan
Pour les articles homonymes, voir Ryan.
Donal Ryan (né en 1976) est un écrivain irlandais. Son livre Le Cœur qui tourne a figuré sur la première liste de sélection du prix Booker en 2013 et a remporté le Guardian First Book Award la même année.

## Biographie
Ryan est né en 1976 à côté de Nenagh, dans le comté de Tipperary. Il est titulaire d'un diplôme en droit de l'université de Limerick. Il a travaillé pour l'Autorité irlandaise du droit du travail jusqu'en avril 2014, date à laquelle il est devenu écrivain à temps plein. Il est marié et vit à Castletroy, dans le comté de Limerick, avec son épouse et ses deux enfants. 
Les deux premiers romans de Ryan, Le Cœur qui tourne et Une année dans la vie de Johnsey Cunliffe, ont été rejetés quarante-sept fois avant qu'un éditeur accepte de les publier. Le Cœur qui tourne a été sélectionné pour le prix Booker. Une année dans la vie de Johnsey Cunliffe, écrit avant Le Cœur qui tourne, a été publié en 2013.

## Œuvres
- The Spinning Heart (2012), publié chez Albin Michel sous le titre Le Cœur qui tourne, trad. Marina Boraso, 2015 (ISBN 978-2-2263-1478-9).
- The Thing About December (2013), publié chez Albin Michel sous le titre Une année dans la vie de Johnsey Cunliffe, trad. Marina Boraso, 2017.
- A Slanting of the Sun: Stories (2015), publié chez Albin Michel sous le titre Soleil oblique et autres histoires irlandaises, trad. Marie Hermet, 2023.
- All We Shall Know (2016), publié chez Albin Michel sous le titre Tout ce que nous allons savoir, trad. Marie Hermet, 2019.
- From a Low and Quiet Sea (2018), publié chez Albin Michel sous le titre Par une mer basse et tranquille, trad. Marie Hermet, 2021.
- Strange Flowers (2020), à paraître en 2025.
- The Queen of Dirt Island (2022).
- Heart, Be At Peace (2024).

## Prix
- 2012 : Irish Book Award, lauréat du prix Nouveau venu de l'année (Le Cœur qui tourne) [5]
- 2012 : Irish Book Award, lauréat, Livre de l'année (Le Cœur qui tourne)
- 2013 : Irish Book Award, shortlist, Roman de l'année (Une Année dans la vie de Johnsey Cunliffe)
- 2013 : Prix Booker, longue liste (Le Cœur qui tourne)
- 2013 : Guardian First Book Award, vainqueur (Le Cœur qui tourne)
- 2014 : Prix littéraire international de Dublin, shortlist (Le Cœur qui tourne)
- 2015 : Prix de littérature de l'Union européenne (Irlande), lauréat (Le Cœur qui tourne) [6]
- 2015 : Prix du livre irlandais, lauréat, Histoire courte de l'année (A Slanting Of The Sun)
- 2016 : Irish Book Awards, shortlist, roman de l'année (Tout ce que nous allons savoir)
- 2016 : Dublin Book Festival, lauréat du livre irlandais de la décennie (Le Cœur qui tourne)
- 2018 : Prix Booker, longue liste (From a Low and Quiet Sea) [7]
- 2018 : Irish Book Awards, shortlist, roman de l'année (From a Low and Quiet Sea)
- 2018 : Costa Book Awards, shortlist, (From a Low and Quiet Sea)